# One Astor Plaza
Il One Astor Plaza è un grattacielo di Manhattan, situato a Times Square, alto 227 m e di proprietà della SL Green Realty. È stato coinvolto nell'attentato a Times Square del 2010 (causato da auto kamikaze) e il 27 novembre 2017 è stato colpito da un incendio. Il terzo piano del palazzo ospita il Minskoff Theatre.